# Râul Cireșeni
Râul Cireșeni este un curs de apă, afluent al râului Târnava Mare. Râul traversează localitățile Cireșeni, Forțeni, Hoghia și Tăureni din județul Harghita, varsându-se în Târnava Mare în dreptul localității Feliceni

## Hărți
- Harta județului Harghita

1. ↑  Geographic Names Server, 11 iunie 2018